# Верноск-лез-Анноне
Верно́ск-лез-Анноне́ (фр. Vernosc-lès-Annonay, окс. Vernosc lès Annonay) — коммуна во Франции, находится в регионе Рона — Альпы. Департамент коммуны — Ардеш. Входит в состав кантона Южный Анноне. Округ коммуны — Турнон-сюр-Рон.
Код INSEE коммуны — 07337.
Коммуна расположена приблизительно в 450 км к юго-востоку от Парижа, в 65 км южнее Лиона, в 55 км к северу от Прива.

## Население
Население коммуны на 2008 год составляло 2199 человек.
| 1962 | 1968 | 1975 | 1982 | 1990 | 1999 | 2008 |
| ---- | ---- | ---- | ---- | ---- | ---- | ---- |
| 657  | 677  | 951  | 1307 | 1527 | 2195 | 2199 |

## Администрация
| Период | Период | Фамилия    | Партия | Должность |
| ------ | ------ | ---------- | ------ | --------- |
| 2001   | 2008   | Алекс Пети |        |           |
| 2008   |        | Дени Плене | SE     |           |

## Экономика
В 2007 году среди 1428 человек в трудоспособном возрасте (15—64 лет) 1029 были экономически активными, 399 — неактивными (показатель активности — 72,1 %, в 1999 году было 72,6 %). Из 1029 активных работали 966 человек (515 мужчин и 451 женщина), безработных было 63 (25 мужчин и 38 женщин). Среди 399 неактивных 117 человек были учениками или студентами, 163 — пенсионерами, 119 были неактивными по другим причинам.

## Достопримечательности
- Ла-Рош-Переандр — гранитный монолит в долине реки Канс[фр.].
- Зелёное озеро.
- Подвесной мост Мулен через реку Канс (1821 год). Исторический памятник с 1981 года.[3]

## Фотогалерея

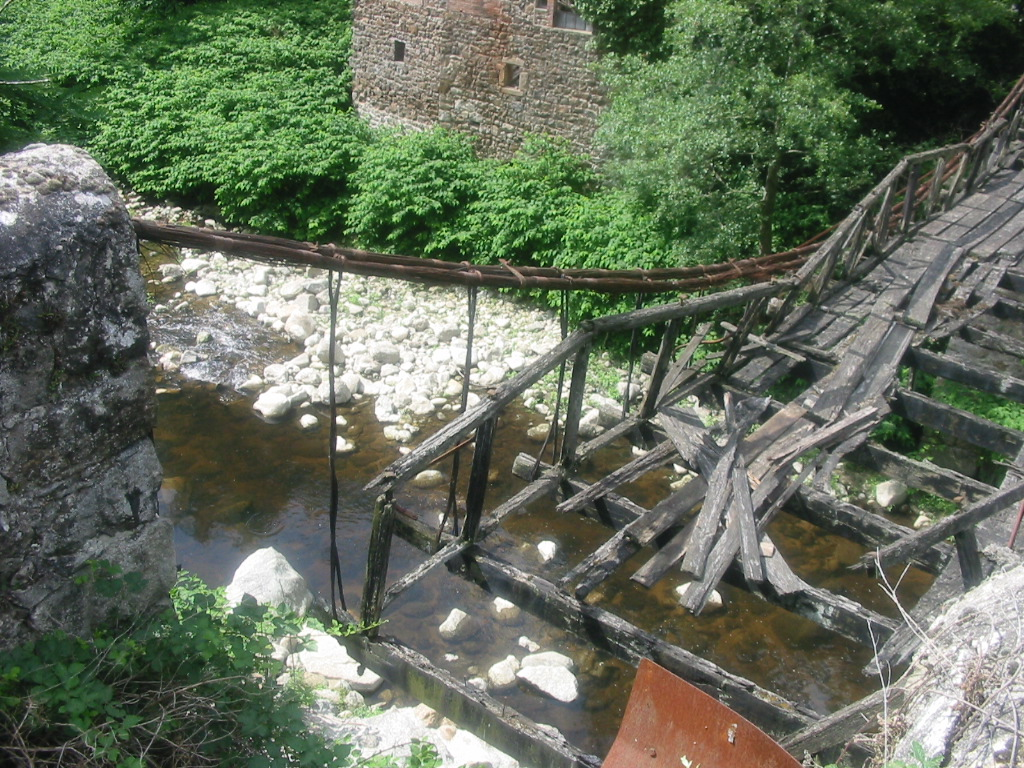
Мост Мулен
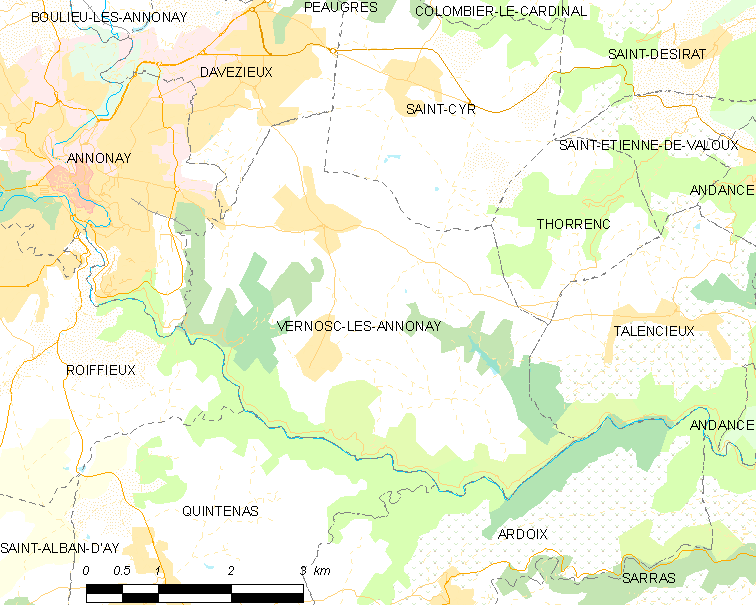
Карта коммуны